# Хьюитт, Лорен
Ло́рен Хью́итт (англ. Lauren Hewett; род. 8 января 1981, Сидней, Австралия) — австралийская актриса. Работала в шоу-бизнесе с шестилетнего возраста. Наиболее известна своими ролями в телесериалах «Девочка из океана» и «Чародей: Страна Великого Дракона», а также в фильме «Эхо грома». Двукратная обладательница премии Австралийского киноинститута (номинация «Молодой актёр»).

## Фильмография

### Полнометражные фильмы
| Год  |   | Русское название     | Оригинальное название                            | Роль              |
| ---- | - | -------------------- | ------------------------------------------------ | ----------------- |
| 1991 | ф | Необходимое действие | Act of Necessity                                 | Саманта           |
| 1992 | ф | Строго по правилам   | Strictly Ballroom                                | Кайли Гастингс    |
| 1998 | ф | Раскаты грома        | The Echo of Thunder                              | Лара Ритчи        |
| 1999 | ф | Ошибка 2000          | Die Millennium-Katastrophe - Computer-Crash 2000 | Тина Хагеманн     |
| 2001 | ф | Дом страха           | Cubbyhouse                                       | Бронвин Маккристи |

### Телесериалы
| Год       |   | Русское название                 | Оригинальное название                | Роль                          |
| --------- | - | -------------------------------- | ------------------------------------ | ----------------------------- |
| 1981—1993 | с | Деревенское занятие              | A Country Practice                   | Бэйтс Мулленс                 |
| 1988—2009 | с | Дома и в пути                    | Home and Away                        | Микки Салтер                  |
| 1989—1996 | с | Джи Пи                           | G.P.                                 | Лиза Джексон                  |
| 1991      | с | Чудеса семейки Мэллоп            | The Miraculous Mellops               | Эбони                         |
| 1992      | с | Видеосигнал                      | Kideo                                | Numerous characters           |
| 1992      | с | Чудеса семейки Мэллоп 2          | The Miraculous Mellops 2             | Эбони                         |
| 1994—1997 | с | Девочка и океан                  | Ocean Girl                           | Мейра, сестра главной героини |
| 1995      | с | Секретная миссия                 | Mission Top Secret                   | Кэт Фаулер                    |
| 1997      | с | Чародей: Страна Великого Дракона | Spellbinder: Land of the Dragon Lord | Кэти Морган                   |
| 1998—2001 | с | Все святые                       | All Saints                           | Эми Уотсон                    |